# بروس لونسديل
بروس لونسديل هو سياسي كندي، ولد في 10 نوفمبر 1949 في كندا، وتوفي في 22 يناير 1982 في نورث باي في كندا بسبب حادث مرور. حزبياً، نشط في الحزب الليبرالي الكندي. وقد انتخب عضو مجلس العموم الكندي.